# Montmirey-le-Château
Montmirey-le-Château là một xã của tỉnh Jura, thuộc vùng Bourgogne-Franche-Comté, miền đông nước Pháp.